# 迈克·汉克
米克·汉克（德語：Mike Hanke，1983年11月5日—），是一名前德國足球運動員，司職前鋒，曾效力於中超球會贵州人和。

## 生平
米克·漢基之前曾效力史浩克零四，至2005年才以400万欧元身价轉投禾夫斯堡；2007年以创球会纪录的450万欧元加盟漢諾威。他於2005年6月8日第一次代表德國國家隊出場，同年6月29日取得第一個國家隊入球。他曾參與2006年世界盃，惟僅作替補。世界杯後他受到西甲球會西維爾斟介，因條件上未達成協議而告終。
在漢諾威渡過三年半後，漢基於2010年12月22日免費轉投另一支德甲球隊慕遜加柏，簽約效力至2013年夏季。
2014年7月8日，贵州人和足球俱乐部宣布汉克正式加盟。
2014年12月17日，因傷病困擾宣布退役。

## 外部連結
- 個人官方網站 （德文）